# Wemlighausen
Wemlighausen (mundartlich Wämelkaus) ist ein Stadtteil von Bad Berleburg im nordrhein-westfälischen Kreis Siegen-Wittgenstein.

## Geographische Lage
Wemlighausen liegt im Naturpark Sauerland-Rothaargebirge im Wittgensteiner Land. Es befindet sich an der Mündung der Schwarzenau in die Odeborn. Hauptverkehrsweg ist die durch das Dorf führende Bundesstraße 480. Nachbarortschaften sind Girkhausen im Nordnordosten, Wunderthausen im Ostnordosten, Schüllar direkt im Nordwesten und Bad Berleburg im Südsüdwesten.

## Geschichte
Erste Siedlungsspuren zeigen sich auf dem Burgberg, wo sich Reste einer Ringwallanlage aus dem 7. Jahrhundert vor Christus befinden. Erst im Jahre 1173 tauchte der Ort als Wanholdenchusen urkundlich auf. Ab 1510 war der Ort wüst; eine Neuansiedlung erfolgte ab 1538. Für das Jahr 1620 ist in Wemlighausen ein Hammerwerk belegt. Der Ort bestand damals aus 15 Häusern. Ab dem Jahr 1712 wurden mit Hilfe von waldeckischen Fachleuten Erzgruben eingerichtet. Ab 1781 gehörte der Ort zur Schulzerei Schüllar. Ein Wechsel erfolgte 1806 zur Schulzerei Girkhausen. 
Wemlighausen wurde im Rahmen der Gemeindegebietsreform nach den Bestimmungen des Sauerland-Paderborn-Gesetzes am 1. Januar 1975 nach Bad Berleburg eingemeindet.

### Einwohnerentwicklung
- 1819: 321 Einwohner in 41 Häusern
- 1900: 404 Einwohner
- 1961: 612 Einwohner[2]
- 1970: 585 Einwohner[2]
- 1974: 562 Einwohner[3]
- 2011: 819 Einwohner
- 2021: 801 Einwohner[1]

## Religion
Wemlighausen gehört zur Kirchengemeinde Bad Berleburg. Die Evangelische Kirche wurde im Jahre 1907 feierlich eingeweiht. Der Kirchenbau weist zwei Eingänge auf, je einen für die Bewohner von Wemlighausen und für die aus Schüllar.